# Nesolagus timminsi
O Coelho-listrado-de-Annam é uma espécie de leporídeo que habita as montanhas de Annam na fronteira entre o Laos e o Vietnã.